# Mesoleius aequabilis
Mesoleius aequabilis là một loài tò vò trong họ Ichneumonidae.